# Colgante

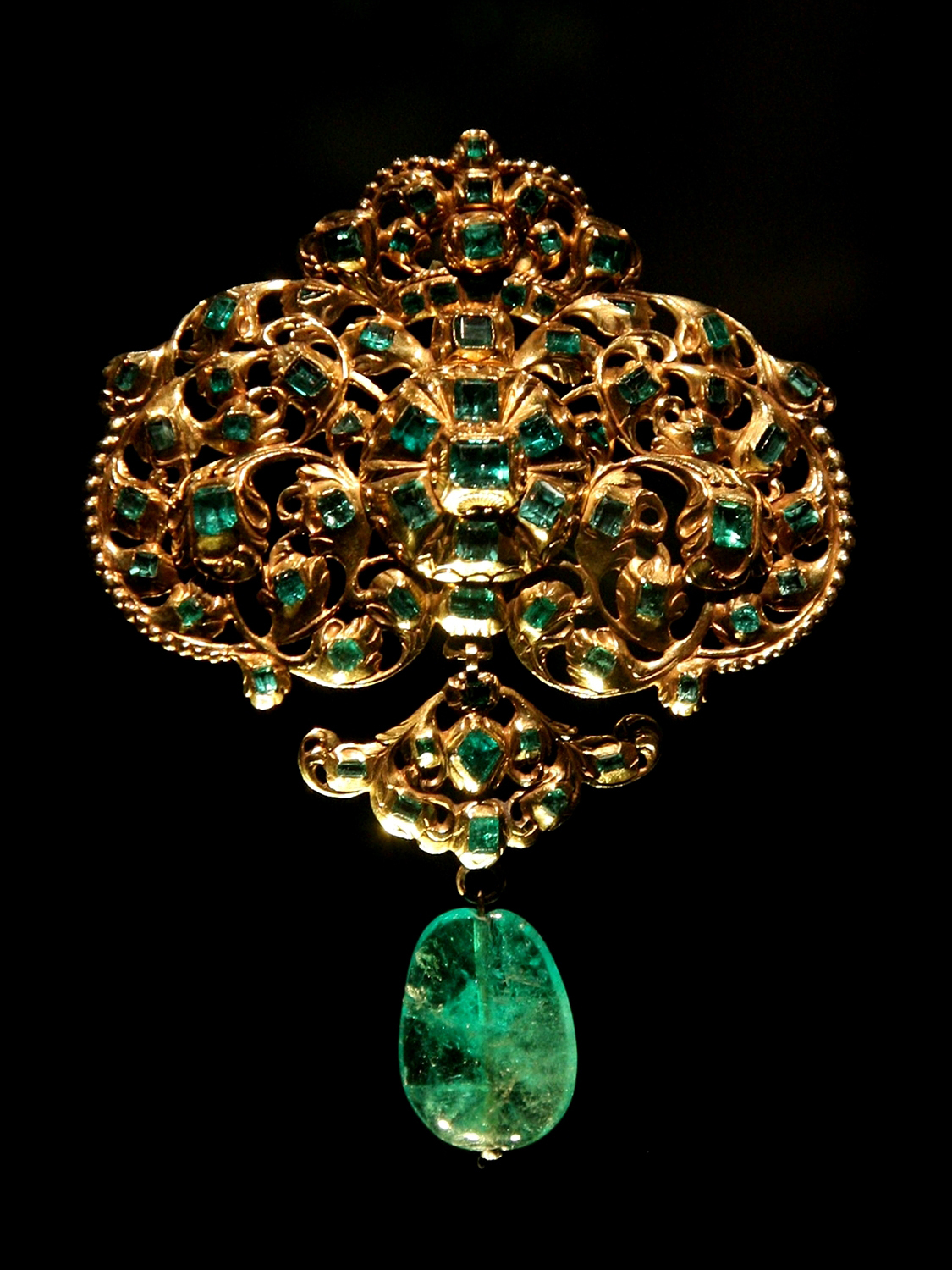
Colgante español en el Victoria and Albert Museum.

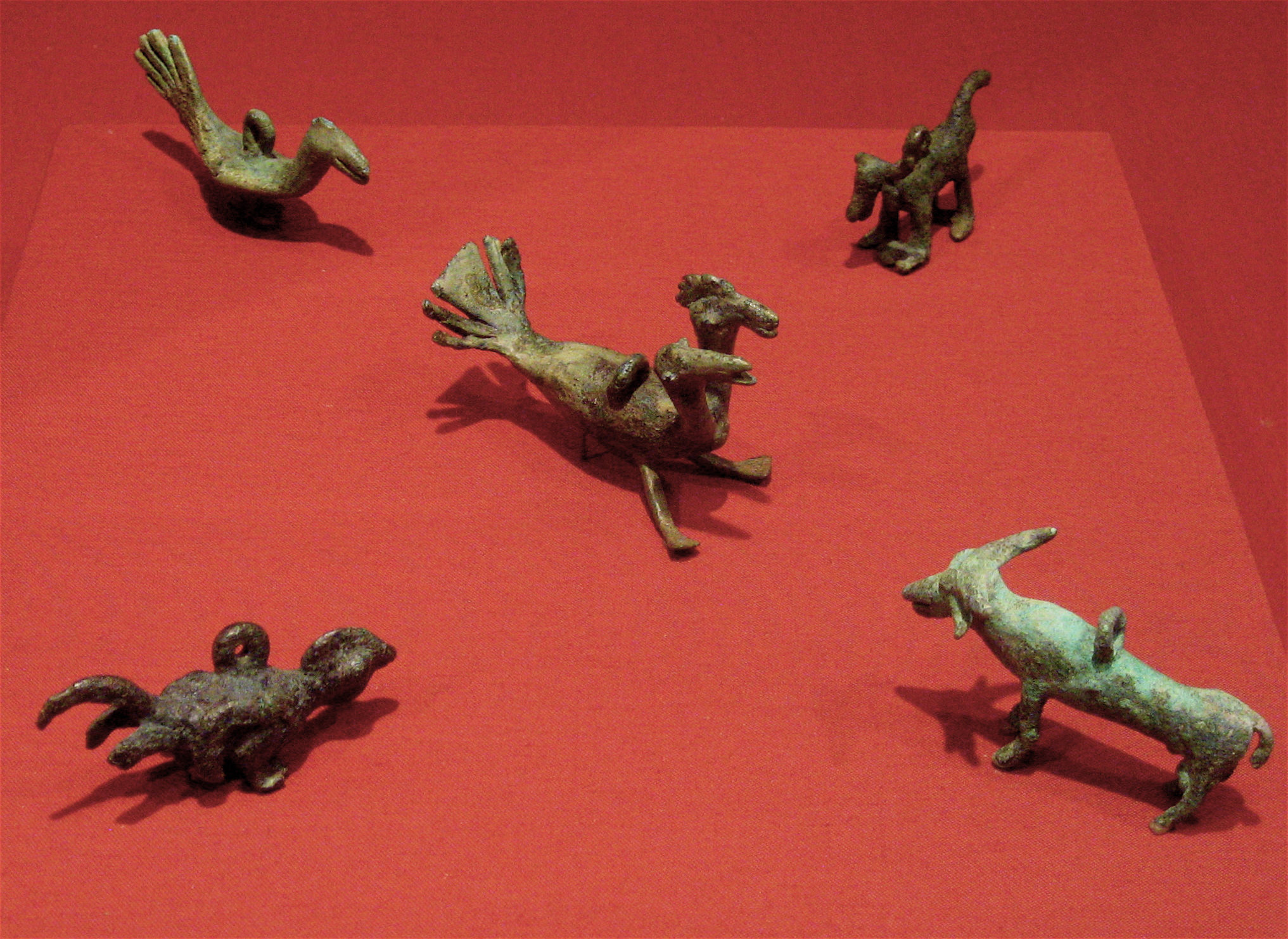
Colgantes de animales de Indonesia (100 a. C.-300)

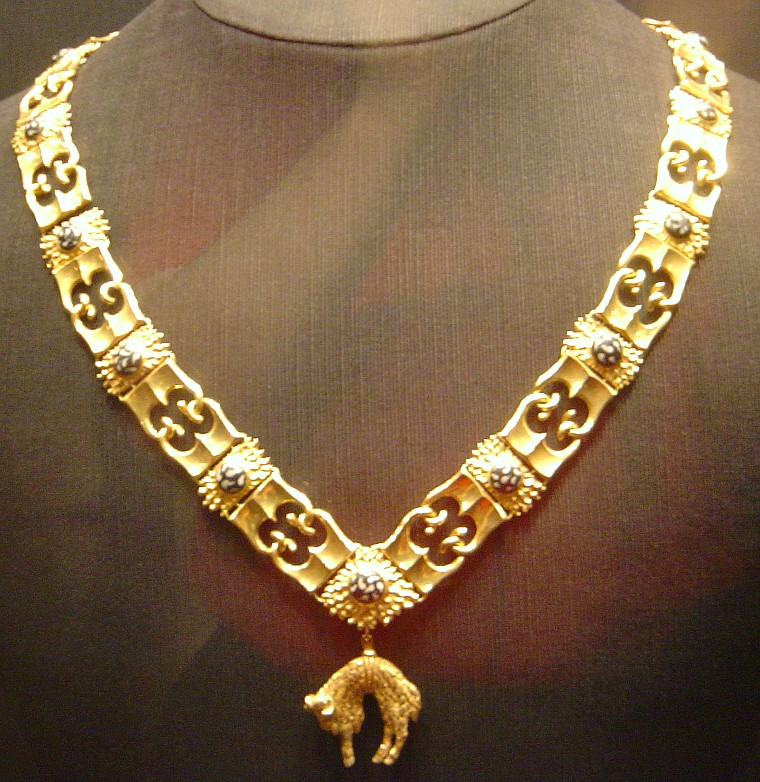
Collar de la Orden del Toisón de Oro con el colgante del Vellocino de oro, Cámara del Tesoro, Viena

Un colgante es un adorno que cuelga de una joya o algún otro elemento similar, generalmente un collar, broche o pendiente. 
En general, son de pequeño tamaño y suelen poseer una perforación para su engarce; según la ubicación de los agujeros de suspensión es posible diferenciar las cuentas de collar, en las que se encuentra en posición central, de los pendientes, cuyo agujero se encuentra descentrado en el eje vertical o cerca de uno de los bordes. Estos últimos suelen ser usados agrupados o individualmente, mientras que las cuentas se emplean agrupadas, “cara con cara”, conformando collares de hasta cientos de piezas. En algunos casos, se crea algún medio de suspensión o amarre para ser engarzados, en cuyo caso se los suele utilizar en el sector del cuello, pecho o la cabeza.
Existen varios tipos de pendientes, de diferentes materias primas y formas. Los primeros artefactos que tienen evidencias de haber sido modificados o elaborados para este uso suelen ser valvas de moluscos. Se han planteado antigüedades para los primeros colgantes de adorno que van desde los 240 a 106 miles de años antes del presente en la cueva Misliya en Israel, asociados a Homo sapiens modernos tempranos. Existen más certezas de cuentas elaboradas sobre valvas de Nassarius kraussianus recuperadas en la Cueva de Blombos (Sudáfrica) datadas en contextos de hace unos 100 mil años, vinculadas con poblaciones humanas modernas.
En general y desde los primeros registros arqueológicos de pendientes con fines ornamentales, solían estar asociados fundamentalmente a los collares, y estaban hechos sobre diversas materias primas, como piedras, huesos, fósiles, conchas o dientes de animales. Posteriormente, también comenzaron a ser elaborados con metales preciosos en civilizaciones del Antiguo Oriente y Egipto como la plata y el oro o piedras preciosas.
Los colgantes pueden tener varias funciones que suelen combinarse entre sí:
- Ornamentación
- Identificación (como símbolo religioso, sexual o cultural)
- Protección (como amuleto o símbolo religioso)
- Riqueza (con piedras preciosas)
- Condecoración (como el Vellocino de oro colgante de la condecoración de la Orden del Toisón de Oro)Pieza arqueológica correspondiente a un diente fósil de tiburón modificado con incisiones para ser engarzado y usado como colgante, encontrado en la costa de Santa Cruz (Argentina)[4]

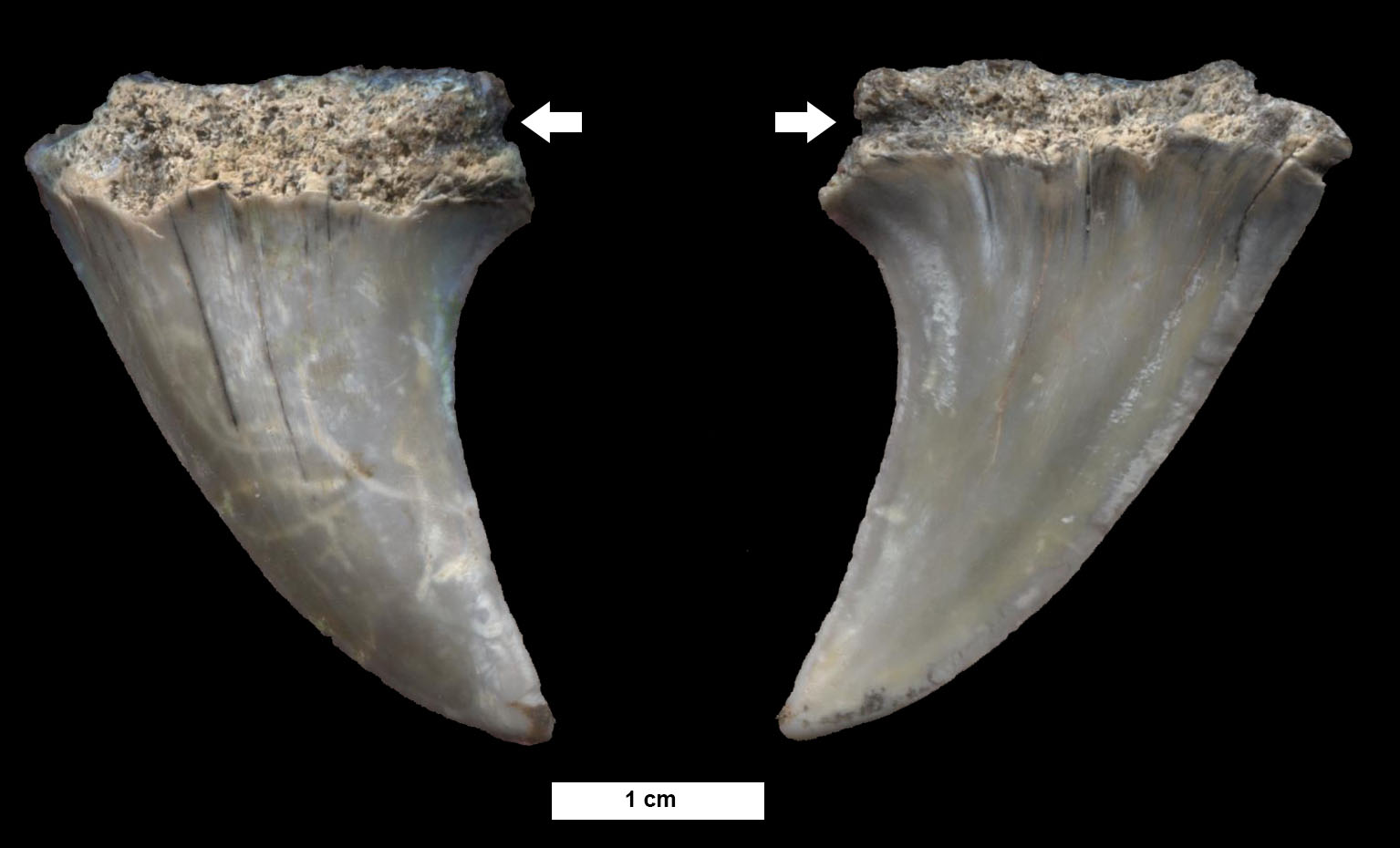
Pieza arqueológica correspondiente a un diente fósil de tiburón modificado con incisiones para ser engarzado y usado como colgante, encontrado en la costa de Santa Cruz (Argentina)